# Леабуру
Леабуру (баск. Leaburu, ісп. Leaburu) — муніципалітет в Іспанії, у складі автономної спільноти Країна Басків, у провінції Гіпускоа. Населення — 386 осіб (2009).
Муніципалітет розташований на відстані близько 330 км на північний схід від Мадрида, 23 км на південь від Сан-Себастьяна.
На території муніципалітету розташовані такі населені пункти: (дані про населення за 2009 рік)
- Чарама: 145 осіб
- Леабуру: 241 особа

## Демографія
Динаміка населення (INE ):

## Галерея зображень

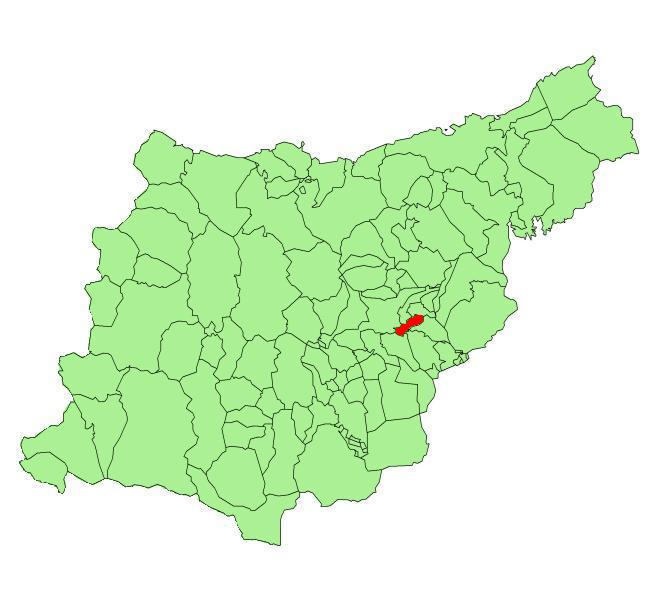
Розташування муніципалітету